# 661 Клоелія
661 Клоелія (661 Cloelia) — астероїд головного поясу, відкритий 22 лютого 1908 року.
Тіссеранів параметр щодо Юпітера — 3,227.